# Halowe Mistrzostwa Świata w Lekkoatletyce 1999 – bieg na 60 m przez płotki mężczyzn
Bieg na 60 m przez płotki mężczyzn – jedna z konkurencji rozgrywanych podczas halowych mistrzostw świata w lekkoatletyce w 1999. Eliminacje i finał odbyły się 5 marca.
Do eliminacji zgłoszonych zostało 20 zawodników z 16 państw.
Zawody w tej konkurencji wygrał reprezentant Wielkiej Brytanii Colin Jackson. Drugą pozycję zajął zawodnik ze Stanów Zjednoczonych Reggie Torian, trzecią zaś reprezentujący Niemcy Falk Balzer.

## Wyniki

### Eliminacje
Źródło: 
Bieg 1
| Miejsce | Zawodnik          | Państwo           | Wynik | Uwagi |
| ------- | ----------------- | ----------------- | ----- | ----- |
| 1.      | Duane Ross        | Stany Zjednoczone | 7,51  |       |
| 2.      | Igor Kováč        | Słowacja          | 7,59  |       |
| 3.      | Mike Fenner       | Niemcy            | 7,59  |       |
| 4.      | Krzysztof Mehlich | Polska            | 7,65  |       |
| 5.      | Ross Baillie      | Wielka Brytania   | 7,69  |       |
| 6.      | Kenichi Sakurai   | Japonia           | 7,83  |       |
| –       | Jabur Haydar      | Irak              | DNS   |       |

Bieg 2
| Miejsce | Zawodnik         | Państwo           | Wynik | Uwagi |
| ------- | ---------------- | ----------------- | ----- | ----- |
| 1.      | Colin Jackson    | Wielka Brytania   | 7,42  | SB    |
| 2.      | Reggie Torian    | Stany Zjednoczone | 7,43  |       |
| 3.      | Emiliano Pizzoli | Włochy            | 7,67  | SB    |
| 4.      | Igors Kazanovs   | Łotwa             | 7,69  |       |
| 5.      | Raphaël Monachon | Szwajcaria        | 7,75  | SB    |
| 6.      | Damjan Zlatnar   | Słowenia          | 7,85  |       |

Bieg 3
| Miejsce | Zawodnik                | Państwo      | Wynik | Uwagi |
| ------- | ----------------------- | ------------ | ----- | ----- |
| 1.      | Tomasz Ścigaczewski     | Polska       | 7,51  | NR    |
| 2.      | Anier García            | Kuba         | 7,53  | SB    |
| 3.      | Elmar Lichtenegger      | Austria      | 7,54  | PB    |
| 4.      | Falk Balzer             | Niemcy       | 7,57  |       |
| 5.      | Peter Coghlan           | Irlandia     | 7,66  | NR    |
| 6.      | Baimourad Achirmouradov | Turkmenistan | 8,47  |       |
| 7.      | Esteve Martín           | Andora       | 8,57  |       |

### Finał
Źródło: 
| Miejsce | Zawodnik            | Państwo           | Wynik | Uwagi |
| ------- | ------------------- | ----------------- | ----- | ----- |
| 01 !    | Colin Jackson       | Wielka Brytania   | 7,38  | CR    |
| 02 !    | Reggie Torian       | Stany Zjednoczone | 7,40  |       |
| 03 !    | Falk Balzer         | Niemcy            | 7,44  |       |
| 4.      | Duane Ross          | Stany Zjednoczone | 7,50  |       |
| 5.      | Tomasz Ścigaczewski | Polska            | 7,52  |       |
| 6.      | Anier García        | Kuba              | 7,59  |       |
| 7.      | Elmar Lichtenegger  | Austria           | 7,69  |       |
| 8.      | Igor Kováč          | Słowacja          | 7,81  |       |